# Трансмашпроект
ОАО «Трансмашпроект» — российская компания по проектированию предприятий транспортного машиностроения.

## История
Родоначальником института «Трансмашпроект» был «Гипроспецмет», организованный 27 января 1930 года на базе спецотдела «Ленгипромеза» и «Лентехбюро». Приказом ГВМУ Наркомтяжпрома от 27 августа 1933 года на базе «Гипроспецмета» было создано несколько организаций, в их числе институт «Спецмашпроект». Перед «Спецмашпроектом» была поставлена задача — создать в СССР современные заводы по изготовлению и ремонту бронетанковой техники. В годы Великой Отечественной войны институт внёс основной вклад в организацию массового выпуска бронетехники и артиллерийского вооружения на предприятиях страны, что явилось одним из решающих факторов Победы советского народа над фашизмом. В дальнейшем по проектам института кроме продолжения проектирования оборонных производств были реализованы многие новейшие технологии изготовления оптических приборов, аппаратуры для космических исследований, изделий для атомной энергетики и ряда других отраслей. Название института с 1937 по 1959 годы неоднократно изменялось («8 ГПИ», «ГПИ № 8», «ГСПИ № 8», «Предприятие почтовый ящик 643»), а с 8 сентября 1964 года по Постановлению Совета Министров СССР он стал именоваться «ГСПИ Союзтрансмашпроект». После передачи института в 1992 году в ведение Министерства промышленности РСФСР (приказом от 28 января 1992 года № 40) институт получил название «ГПИ Трансмашпроект». По итогам приватизации в феврале 1993 года институт был преобразован в акционерное общество открытого типа — АООТ «Трансмашпроект». С 1996 года институт носит название открытое акционерное общество — ОАО «Трансмашпроект».

## Собственники и руководство
С 31 августа 2011 года стопроцентный владелец акций компании — ЗАО "Аудит Консалтинг Право".

## Директора
- Видрович Б.Б. (1933—1936)
- Кияткин (1937)
- Казуев В.А. (1938—1939)
- Барыков Н.В. (1940—1941)
- Солин Александр Иванович (1941—1966)
- Емельянов Михаил Васильевич (1967—1973)
- Сенчурин Михаил Иванович (1973—1979)
- Усатый Юрий Васильевич (1979—1991)
- Зудин Владимир Тимофеевич (1992—1993)
- Петропавловский Алексей Сергеевич (1993—1997)
- Смирнов Александр Витальевич (1998—2000)
- Баклушин Олег Алексеевич (2000—2005)
- Епифанов Владимир Николаевич (2005—2006)
- Никитин Станислав Владимирович (2006-2013 г.)
- Кабанов Владимир Иванович (с 2013 г.)
- Горшкова Татьяна Геннадьевна (с 2015 - по окончание существования компании в 2016 г.)

## Виды деятельности
Сегодня «Трансмашпроект», являясь одним из старейших проектных институтов Санкт-Петербурга, осуществляет свою деятельность по следующим направлениям:
 проектирование,
 обследование зданий и сооружений,
 экологическая экспертиза.
В настоящее время Общество выполняет:
 технологическое проектирование производственных цехов, корпусов и вспомогательных объектов, а также объектов общественного и гражданского назначения,
 проектирование механизации внутрицехового транспорта, комплексной механизации погрузочно-разгрузочных и транспортно-складских работ,
 архитектурно-строительное проектирование зданий и сооружений производственного, вспомогательного назначения, жилых, гражданских и общественных зданий,
 проектирование систем отопления, вентиляции и кондиционирования воздуха,
 проектирование инженерных сетей и сооружений (тепловых, водоснабжения и канализации, электроснабжения),
 обследование строительных конструкций и инженерных систем,
 разработку проектной природоохранной документации,
 разработку мероприятий ГО ЧС.

## «Трансмашпроект» сегодня
Среди проектов, разработанных в последнее время для промышленности Северо-Западного региона России — новый завод дорожно-строительной техники фирмы «Катерпиллар» в г. Тосно, цех высокоуглеродистого феррохрома Тихвинского ферросплавного завода, строительная часть документации на реконструкцию: стекольных заводов в г. Кириши Ленинградской области, в Покровске и Чагоде (Вологодская область), предприятий пищевой, хлебопекарной промышленности в Санкт-Петербурге и целый ряд других.
В числе объектов жилищно-гражданского назначения — элитные жилые комплексы, объекты банковской сферы, здания Ладожского вокзала и Российского Государственного исторического архива в Санкт-Петербурге.
Сейчас коллектив «Трансмашпроекта» занят проектированием ещё двух крупных объектов: Российского Государственного архива в г. Москве и комплекса по производству электропоездов для ООО «Уральские локомотивы» в городе Верхняя Пышма Свердловской области.
В связи с увеличением финансирования оборонного заказа возобновлено проектирование реконструкции и создания новых специализированных производств на предприятиях ОПК — в Санкт-Петербурге, Волгограде,Екатеринбурге, Нижнем Тагиле, Челябинске.

## Заслуги
В 2000 году за большой вклад в развитие промышленного и гражданского строительства города институт занесён в «Золотую книгу Санкт-Петербурга».
В 2001 году программа «Общественное признание» удостоила компанию дипломом, отметив, что ОАО «Трансмашпроект» успешно прошло комплексное исследование, не получив отрицательных оценок ни по одному из критериев.
По результатам определения рейтинга предприятий строительного комплекса в 2004 году акционерное общество «Трансмашпроект» вошло в число 100 лучших проектных институтов России и, соответственно, в число 16 лучших проектных организаций Санкт-Петербурга.
В 2007 году Российский Союз строителей наградил коллектив института Почётным Знаком «Строительная слава».